# Traité de Saint-Pétersbourg de 1824
Pour les articles homonymes, voir Traité de Saint-Pétersbourg.
Le Traité de Saint-Pétersbourg de 1824 (aussi connu sous le nom de Convention de 1824) est signé à Saint-Pétersbourg entre des représentants de l'Empire russe et des États-Unis le 17 avril 1824, puis ratifié par les deux nations le 11 janvier 1825, avant d'être mis en application le 12. L'accord contient six articles. Il octroie aux États-Unis des territoires, auparavant revendiqués par la Russie, de la Nord-Ouest Pacifique au sud du 54°40 parallèle Nord (ce que les États-Unis désignaient comme l'Oregon Country). 
Le traité de Saint-Pétersbourg de 1825 entre la Russie et le Royaume-Uni fixe plus tard la frontière de l'Amérique russe sur la ligne du 54°40 parallèle Nord, au niveau de l'Alaska du Sud-Est. Les Russes ont cependant gardé leur droit de commerce dans la région au sud de cette délimitation. Le litige sur la frontière de l'Oregon entre les États-Unis et le Royaume-Uni concernant la juridiction dans la région était déjà en cours à la suite du traité d'Adams-Onís entre les États-Unis et l'Espagne concernant les anciennes revendications de cette dernière au nord du 42e parallèle (l'actuelle frontière entre l'Oregon et la Californie).
Le traité de 1824 est signé par Charles Robert de Nesselrode (Ministre des Affaires étrangères russe), Henry Middleton (représentant des États-Unis), et Pierre de Poletica (Ambassadeur de Russie aux États-Unis).